# Катушкин
Кату́шкин — некоммерческая спортивная социальная сеть, посвященная катанию на велосипедах, роликах, скейтах, лыжах, коньках, сноубордах, вейках, серфбордах, кайтах, маунтинбордах. Организация объединяет отдельных пользователей и клубы.

## О проекте
Проект призван помочь найти компанию для катания. Он дает возможность задать свой маршрут на карте и пригласить на него других пользователей, или присоединиться к чужому маршруту. Основные задачи, которые ставят перед собой организаторы, — это интеграция с профильными государственными учреждениями, глобализация и развитие аналогичного проекта в области командных игр.
Основателями Катушкина являются Петр Филатов и Андрей Дмитриев. Запуск состоялся — 15 мая 2006 года. Главный офис находится в Москве. Миссия сообщества — объединять людей активным отдыхом. Участником проекта может стать любой, кто хотя бы раз садился на велосипед или вставал на сноуборд, или даже просто собирается это сделать.
Позиционируется как веб 2.0 проект, преимущественно наполняемый пользователями.
Аудитория сайта по состоянию на 2014 год превышает 116 000 человек. База мест и маршрутов катания постоянно пополняется самими пользователями посредством краудсорсинга.
В 2014 году сервис номинировался на премию «Золотая педаль» как лучший велосипедный проект.
Участникам доступны готовые маршруты и описания спортивных зон по российским городам и по ряду других стран: Украина, Беларусь, Армения, Казахстан, Молдавия, Австрия, Андорра, Болгария, Израиль, Испания, Италия, Латвия, Литва, Норвегия, Польша, Румыния, Словакия, Словения, Турция, Финляндия, Франция, Чехия, Швейцария, Эстония.

## История создания
В интервью Александре Добрянской под рубрикой «Гражданские инициативы» проекта W-O-S, Петр Филатов рассказал предысторию появления Катушкина.
В 2006 году я купил велосипед. До этого последний раз на велосипеде я катался в деревне летом в ранней юности. И первое время я с упоением катался по району, это доставляло массу удовольствия. Через месяц такого катания меня это немного утомило. Захотелось разнообразия, поездок в центр города, компании. Договориться с друзьями оказалось проблематично, планы не совпадали. Я полез в интернет и обнаружил там форумы и ЖЖ- сообщества. Когда я задал там вопросы, кто катается в моем районе, оказалось, что такие люди есть и что их немало. И тогда я подумал, что было бы здорово, если можно было увидеть всех, кто катается в районе. Поскольку ничего подобного в интернете не было, пришлось сделать самому. Через месяц после идеи ресурс открылся — это была просто база людей по районам. А потом она начала обрастать фишечками: появилась возможность создавать мероприятия, выкладывать фотки. Стало понятно, что это может быть полезно не только велосипедистам, но и  всем, кто катается, — проект расширился до роликов и скейта, а зимой еще и до сноуборда, лыж и коньков».
Среди методов пиара проекта Петр Филатов выделил специальные визитки с QR-кодом, которые можно распечатать с сайта.

## Основная деятельность

### Повседневная работа
Сервис направлен на постоянное объединение любителей кататься. Ежедневно на нём происходит формирование небольших групп и компаний для катания. Маршруты создаются по интересам: «Едем мерить лужи», «По маршруту трамвая № 36», «Легендарный Бегущий город Москва 2015», «Сергиев-Посад — Дмитров (одним днем.)», «Одесская Сотка 2015», «Каппадокия. Или на велах по Сказке», «Велоквест Дорога Памяти» и т. п. В сезон катания план по покатушкам расписан на месяцы вперед. К любому мероприятию может присоединиться кто угодно, при наличии соответствующего снаряжения.

### Социальная работа
- Велопробеги в Москве
  - День защиты детей (2013). Организатор — Катушкин. Общая протяженность маршрута составила свыше 50 километров. В акции участвовало более 400 велосипедистов и роллеров. Ночная велопрогулка стартовала у главного входа ВВЦ и называлась «По местам нашего детства»[7][8].
  - Фестиваль «Активный город» (2013). Одним из главных событий мероприятия стал заезд велосипедистов, возглавил колонну ВРИО мэра Москвы Сергей Собянин[9][10].
  - День без автомобиля (2014). Катушкин принял участие и был одним из партнеров экологической акции — «Московский день без автомобиля»[11]. Организатор мероприятия — Департамент природопользования и охраны окружающей среды г. Москвы.
  - Час Земли (2014, 2015). Представители Катушкина участвуют в ежегодном велопробеге, посвященному Часу Земли. Организаторами мероприятия выступают Фонд дикой природы WWF, Департамент природопользования и охраны окружающей среды г. Москвы, а также Велоклуб «32 спицы»[12][13], который является активным участником социальной сети «Катушкин»[14]. Концепция велосипедного пробега: вечером с 20.30 до 21.30, когда власти столицы отключают подсветку на зданиях, велосипедисты включают осветительные приборы и катаются по городу, привлекая внимание людей к бережному отношению к природе, экономии ресурсов, а также, к велосипеду как к экологичному виду транспорта[15][16]. В 2016 году велозабег, приуроченный к «часу Земли», был отменен.[17]
- Открытие велотрассы в Екатеринбурге. Заместитель главы Администрации по вопросам благоустройства, транспорта и экологии Евгений Липович, совместно с представителями Катушкина во главе с Петром Филатовым, 11 июля 2012 года, запустили «линию для покатушек», предназначенную для езды на велосипеде, роликах и скейте[18][19].
- Бесплатный мастер-класс «Женщина на двух колесах: правила выживания» проводился 29 августа 2013 года совместно с представителями клуба «Москвичка» издательства Вечерняя Москва[20]. В рамках программы были освещены вопросы по выбору велосипеда, безопасности движения, а также как подобрать подходящую одежду и что делать, если что-то случилось в дороге.

### Катания свыше 500 чел.
- Ночная велоэкскурсия «Московская Велоночь № 7»(2013). Участвовало более 600 человек[21].
- Семилетие Катушкина (2013). Общая протяженность маршрута составила около 30 км. В заезде участвовало полтысячи человек[22].
- Восьмилетие Катушкина (2014). Присутствовало около 1 200 человек[1].

## Клубы на Катушкине
Посредством Катушкина существующие клубы могут донести необходимую информацию до отдельных пользователей, не входящих в их клубы, что помогает организовать масштабные массовые катания с бо́льшим количеством заинтересованных участников.
Наиболее активные представители велодвижения на Катушкине:

32 спицы (г. Москва) — велоклуб, активно участвующий во всех спортивных направлениях, касающихся катаний. Также является организатором масштабных массовых катаний. Имеет большое число наград и благодарностей за свою деятельность от администрации Москвы, благотворительных фондов и других организаций.

Night. Bike. Ride (г. Москва) — клуб, активно участвует в мероприятиях, направленных на привлечение внимания общественности к вопросу существования и доступности велосипедных маршрутов и велодорожек в Москве, а также к проблемам велосипедного движения.

Контакт (г. Екатеринбург) — клуб сотрудничает с Фондом дикой природы WWF в проведении велопробегов «Час Земли».

Ассоциация Велоклубов — участвует в активном продвижении и защите интересов велосообщества; организует масштабные мероприятия; оказывает поддержку новым велосипедным проектам. В свою очередь в Ассоциацию Велоклубов входят: спортклуб «Яуза» (г. Яуза), турклуб «Веломаркус» (г. Москва, Подмосковье), клуб путешествий «Свежий ветер» (г. Москва), клуб «Маньяки Активного Отдыха» (г. Москва, Подмосковье), а также велоклубы: «Караван» (г. Москва), «32 спицы» (г. Москва), «Night.Bike.Ride» (г. Москва), «Балашиха» (г. Москва), «ВелоПосад» (г. Сергиев Посад), «Косопузые» (г. Рязань), «Центр Велосипедного Туризма (ЦВеТ)» (г. Москва), «active44.ru» (г. Кострома).

Яуза (г. Москва) — деятельность клуба направлена на благоустройство городских территорий, развитие велодорожек и велопарков. Организаторы фестиваля и велогонки «Яуза-2013», участие в которой принимали представители «Night. Bike. Ride», «32 спицы», и непосредственно Катушкин.

Караван (г. Москва) — клуб спортивного велотуризма, организует велопоходы выходного дня, веломарафоны (бреветы), многодневные походы. С 1995 года сотрудничает с Международным Парижский клубом «ACP»(AudaxClub Parisien), который координирует проведение пробегов (серия BRM) по всему миру.

Жуковский (г. Жуковский) — первоочередная задача клуба: организация и проведение велосипедных поездок и мероприятий, как в городе Жуковский, так и за его пределами.

Также представлены клубы «BikeRideFriends (ВелоДрузья)» (г. Москва, Подмосковье), «Екатеринбургский велоклуб», «Velotushka» (г. Харьков) , «СамоГонщики» (г. Усинск), туристический клуб «ВелоМаркус» (г. Москва, Подмосковье) и др.

## Мобильное приложение

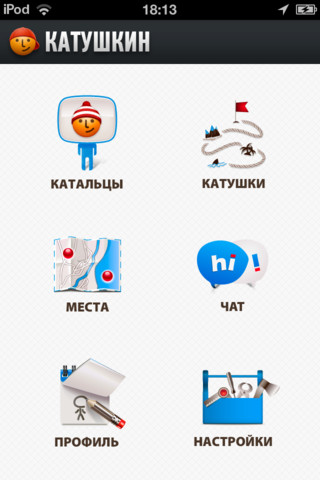
Мобильное приложение «Катушкин»

Катушкин выпустил бесплатные мобильные приложения:
— для Андроид на русском языке;
— англоязычная версия для Андроид «Ride’n'Score».
— для iOS, в зависимости от локализации:
 — на русском языке — «Катушкин»;
 — на английском языке — «Ridenscore».
Они призваны помочь найти компанию для катания на велосипеде, роликах, скейте, лыжах, коньках, сноуборде. А также показать, какие места для катания доступны вокруг пользователя и кто уже катается.
В обзоре спортивных приложений, по версии РБК в 2013 году, приложение от Катушкина отмечено как «Самое мобильное».

## Освещение в СМИ
- Открытие велосипедной трассы в Екатеринбурге (2012)

— статья в «Вечернем Екатеринбурге»: «Жёлтой линии дали зелёный свет».

— репортаж и статья на ОТВ в рубрике «События».
- Велопробег посвященный семилетию Катушкина (2013)

— статья на сайте «Мобильный репортер».

— репортаж ТК «Москва 24» в программе «12 Округов».
- Интервью о Катушкине

— радиостанция «Комсомольская Правда» (ведущая — Инна Боева, представители Катушкина — Петр Филатов и Андрей Дмитриев).

— радиостанция «Серебряный дождь», программа «Пара. Нормальное шоу» (представитель Катушкина — Петр Филатов).

— «Москва FM» прямой радиоэфир (представители Катушкина — Петр Филатов и Андрей Дмитриев).
- Эксперт от Катушкина

— «Вечерняя Москва» ток-шоу «Лестница» тема «Где отдохнуть подросткам в городе?» (эксперт — Петр Филатов, 2014).

## Интересные факты

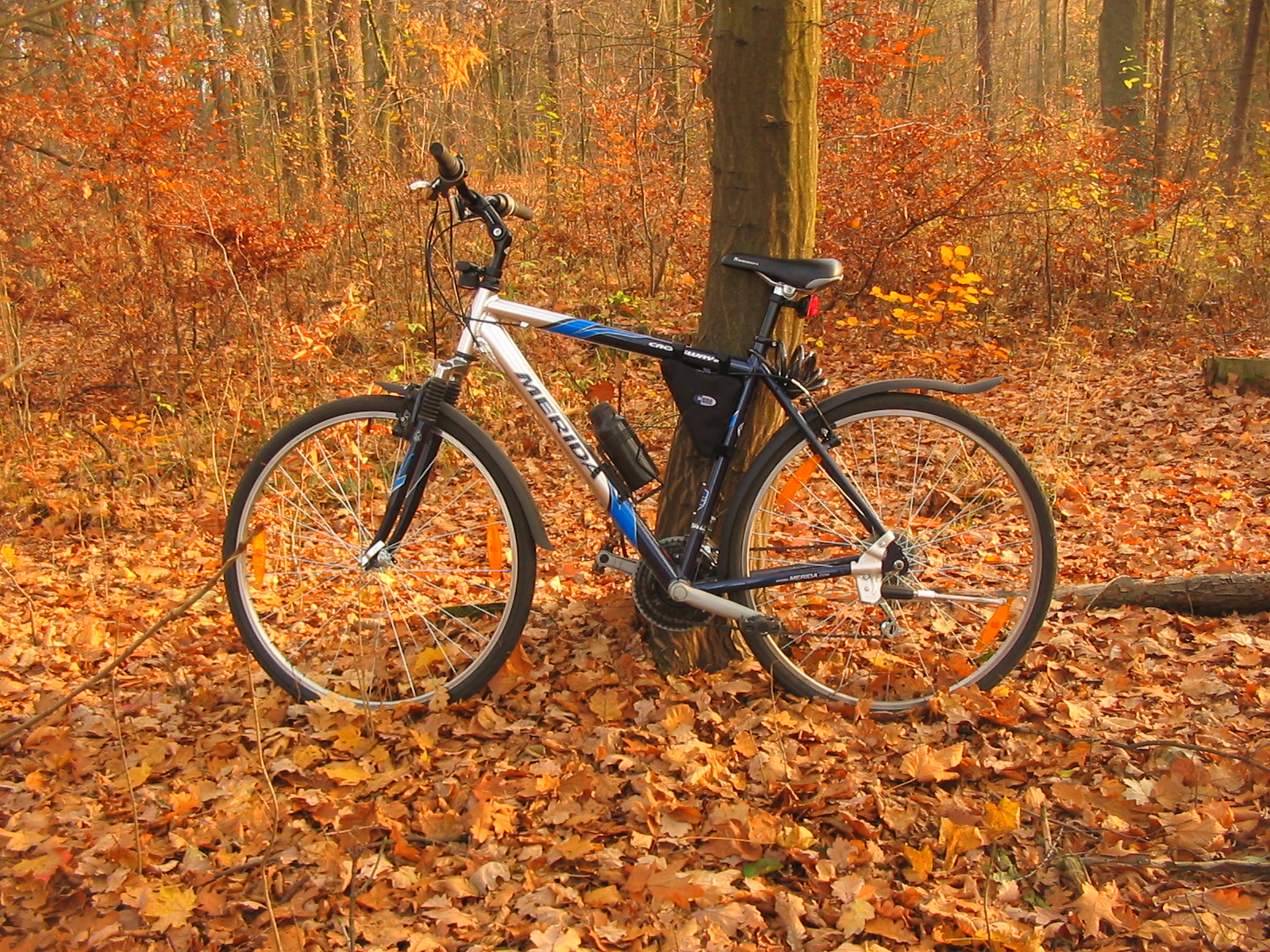
Велосипед марки «Merida»

- На сайте собрана большая энциклопедия марок велосипедов, с подробным описанием их характеристик, а также других средств катания: роликов, скейтов, горных лыж, коньков, сноубордов, вейков, серфбордов, кайтов, маунтинбордов.
- Самые популярные места сбора катальцев в Москве: «ВВЦ — Главный вход», памятник «Пограничникам Отечества», «дерево» на Смотровой.
- Самые распространенные марки среди участников Катушкина:
  - велосипеды — «Merida», на втором месте «GT», на третьем «Stels»;
  - роликовые коньки — «Bauer», «Rollerblade», «Roces»;
  - горные лыжи и сноуборды — «Atomic», «Fischer», «Rossignol».